# Hult International Business School
La Hult International Business School, o semplicemente Hult, è una business school privata con campus negli Stati Uniti, Emirati Arabi, Shanghai e Regno Unito.
Essa offre corsi di laurea triennale, master di primo livello ed MBA.
La HULT è nata dall'unione della Arthur D. Little School of Management, fondata nel 1964 negli Stati Uniti e della Ashridge Business School, fondata nel 1959 nel Regno Unito.